# Bint al-Houdâ
Amina as-Sadr, connue sous son nom de plume Bint al-Houdâ (« fille de la bonne voie »), née en 1938 et morte en 1980, est une alima, juriste islamique et autrice littéraire chiite irakienne. Elle est surtout populaire pour ses œuvres de fiction, qui servent à présenter ses idées religieuses de manière agréable, et pour sa défense des droits des femmes dans le cadre de la jurisprudence islamique. Dans les années 70, elle dirige plusieurs établissements scolaires pour filles, les écoles Zahra. Elle est exécutée sommairement par le régime baathiste.

## Biographie
Amina Sadr naît à Kadhimiya (en) en 1938 dans une puissante famille cléricale. Son père meurt alors qu'elle a six mois, et elle est élevée par sa mère. Elle déménage à Nadjaf avec son frère, avec lequel elle étudie la jurisprudence islamique à la maison lorsqu'il revient de la hawza.
Avant d'avoir atteint ses vingt ans, Amina as-Sadr publie un traité intitulé Al-Huda, dans lequel elle se proclame mujtahida. Sa famille soutient sa revendication de ce statut. Elle refuse les demandes en mariage et reste célibataire. Après les mariages de ses frères, elle réemménage avec sa mère. Elle fait le hajj et voyage aussi au Liban chez son cousin Moussa Sader. Selon Raffaele Mauriello, Amina as-Sadr peut être considérée comme une représentante particulière de son frère le marja-e taqlid Muhammad Baqir al-Sadr, car elle exerce au long de sa vie une autorité religieuse certaine.
En juin 1960, alors qu'elle a 22 ans, son premier article paraît dans la première édition du périodique al-Adwaʾ al-lslamiya (Lumières islamiques). Cette revue est parrainée par le comité directeur de la Jama'at al-'Ulama' (la Société des oulémas) qui a commandé à Amina as-Sadr un article sur les droits des femmes. Par la suite, elle continue à publier dans la revue, en défendant une vision égalitaire des relations entre hommes et femmes. Elle reconnaît que les femmes sont censées obéir à leur père ou leur mari dans certains domaines, mais pas quand cela va à l'encontre de leurs intérêts, notamment en matière d'éducation et d'accès à l'espace public. Pour Amina as-Sadr, la responsabilité des hommes à l'égard des femmes est d'ordre financière et n'implique pas un pouvoir de domination. Par ailleurs, elle souligne que l'obligation de modestie sexuelle incombe tout autant aux hommes qu'aux femmes et que les libertés des unes ne doivent pas être sacrifiés pour épargner le regard de leurs pairs masculins. Ainsi, elle ne croit pas que le hijab soit obligatoire en vertu de la charia, mais elle soutient tacitement le port du foulard car il s'agit d'une question stratégique et politique anti-colonialiste à cette époque où les différents empires coloniaux tentent d'abolir le voile islamique. Sur sa vision d'une troisième voie entre une idéologie locale conservatrice et le féminisme occidental, elle écrit:

« Les femmes musulmanes sont désorientées par leur compréhension erronée de l'islam et leur exposition quotidienne aux idées occidentales. Les choix qui s'offrent à elles sont les suivants :
1. rester à la maison sans aucune chance de réussite sociale ; ou
2. devenir des femmes occidentales, en concurrence avec les hommes pour acquérir des droits. »

Sous l'ayatollah Abu al-Qasim al-Khoei, Amina as-Sadr reçoit des fonds pour fonder deux école pour filles à Kadhimiya (en) et Nadjaf. Elle les nomme les écoles Zahra, d'après Fatima Zahra, contribuant ainsi au regain de popularité de cette figure religieuse dans l'islam contemporain. Lorsque toutes les écoles sont nationalisées en 1972, Amina as-Sadr démissionne.
En juin 1979, le frère d'Amina as-Sadr est incarcéré, et elle organise de grandes manifestations dans plusieurs villes pour exiger sa libération. Le gouvernement la place en détention à domicile pendant 10 mois. Le 5 avril 1980, les autorités baathistes conduisent Amina as-Sadr et son frère à Baghdad, et les exécutent sans procès trois jours plus tard, le 8 avril. Leur oncle maternel reçoit l'ordre de les enterrer discrètement, et leurs corps ne sont jamais retrouvés.

## Doctrine
Dans ses articles juridiques comme dans ses œuvres de fiction, Amina as-Sadr s'adresse à un public de femmes qu'elle appelle ses « sœurs ». Un des points clés de sa doctrine est que le mariage peut prendre la forme d'un compagnonnage, et que la relation conjugale ne doit en aucun cas couper les femmes de leur vie sociale au sein des cercles féminins. Dans les fictions d'Amina as-Sadr, les héroïnes sont souvent très indépendantes, ce qui est en général justifié par la mort de leurs parents avant le début du récit. Plusieurs de ses histoires concernent des femmes qui cherchent à éviter un mauvais mariage ou à divorcer grâce à l'aide de leurs amies. Dans un de ses essais, elle écrit:

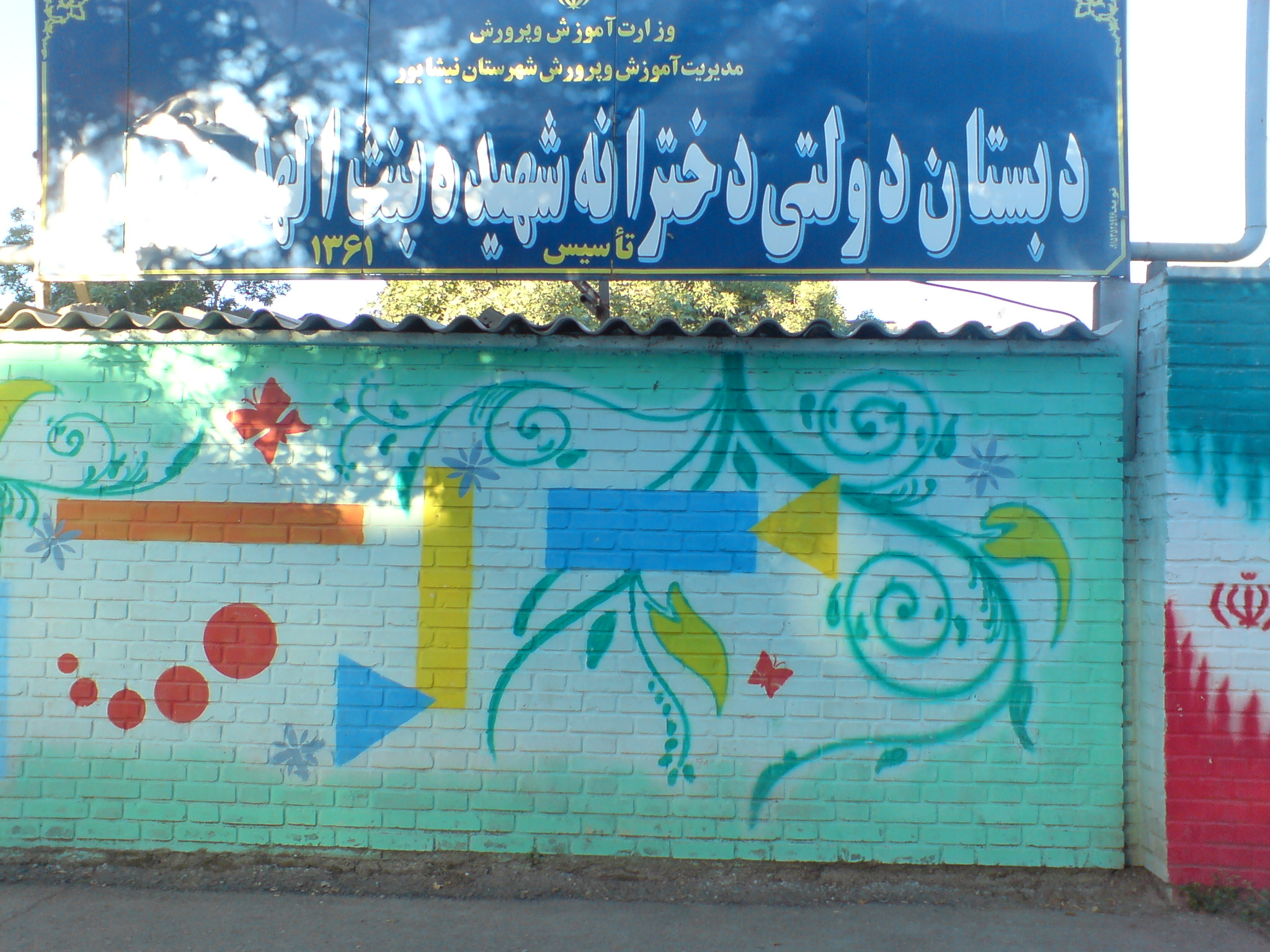
École primaire Bint al-Huda à Nishapur.

« La vertu d'une femme à son propre égard consiste à mettre en pratique les préceptes de l'Islam dans sa conduite privée. La vertu de la femme eu égard à son foyer est de diffuser un esprit de stabilité et de bonheur, et d'assurer à ses enfants, si elle en a, la sécurité, en plantant dans leurs âmes les graines de la piété, de l'honnêteté et de la moralité. Et sa vertu à l'égard de l'humanité est de participer à des activités utiles qui ne sont pas en contradiction avec ses devoirs premiers. »

## Publications
- (en) Aminah Haider as-Sadr, Bint Al-Huda Collection: All Novels and Short Stories, Jerrmein Abu Shahba, 12 juin 2019 (ISBN 978-1-7330284-5-5, lire en ligne)